# Niwnice (gromada)
Niwnice (od 1 I 1960 Gradówek) – dawna gromada, czyli najmniejsza jednostka podziału terytorialnego Polskiej Rzeczypospolitej Ludowej w latach 1954–1972.
Gromady, z gromadzkimi radami narodowymi (GRN) jako organami władzy najniższego stopnia na wsi, funkcjonowały od reformy reorganizującej administrację wiejską przeprowadzonej jesienią 1954 do momentu ich zniesienia z dniem 1 stycznia 1973, tym samym wypierając organizację gminną w latach 1954–1972.
Gromadę Niwnice z siedzibą GRN w Niwnicach utworzono – jako jedną z 8759 gromad na obszarze Polski – w powiecie lwóweckim w woj. wrocławskim, na mocy uchwały nr 21/54 WRN we Wrocławiu z dnia 2 października 1954. W skład jednostki weszły obszary dotychczasowych gromad: Niwnice ze zniesionej gminy Radłówka oraz Gradów i Wolbromów ze zniesionej gminy Rząsiny w tymże powiecie. Dla gromady ustalono 16 członków gromadzkiej rady narodowej.
1 stycznia 1960 do gromady Niwnice włączono wieś Rząsiny z gromady Ubocze w tymże powiecie, po czym gromadę Niwnice zniesiono, przenosząc siedzibę GRN z Niwnic do Gradówka i zmieniając nazwę jednostki na gromada Gradówek.